# Nikolaj Berdjaev
 Nikolaj Aleksandrovitj Berdjaev (russisk: Никола́й Алекса́ндрович Бердя́ев (ældre stavemåde: Николай Александровичъ Бердяевъ), også transskriberet til Berdjajev, født 6. marts 1874, død 24. marts 1948) var en russisk filosof, der stod for en kristen eksistensfilosofi. Han lagde vægt på den spirituelle og eksistentielle betydning af menneskets frihed og kærlighed.
Nikolaj Berdjaev blev landsforvist efter den russiske revolution på grund af sine religiøse og spirituelle filosofi. Han gjorde op med kommunismen og den russiske revolution ud fra et kristent, religiøst perspektiv.
Berdjaev skrev blandt andet bogen Ulighedens filosofi, der er oversat til dansk. Han har fået voksende betydning som konservativ kristen filosof.

## Værker oversat til engelsk
- Sub specie aeternitatis: Articles Philosophic, Social and Literary (1900-1906) (1907; 2019) ISBN 9780999197929ISBN 9780999197936
- Vekhi - Landmarks (1909; 1994) ISBN 9781563243912
- The Spiritual Crisis of the Intelligentsia (1910; 2014) ISBN 978-0-9963992-1-0
- The Philosophy of Freedom (1911; 2020) ISBN 9780999197943ISBN 9780999197950

## Værker oversat til dansk
- Berdjajev, Nikolaj (2017): Ulighedens filosofi. Fønix. Ved Christian Gottlieb